# 유도훈
유도훈(劉都勳, 1967년 4월 28일 ~ )은 대한민국의 전 농구 선수로, 현역 시절 포지션은 가드다. 현 KBL 안양 정관장 레드부스터스 감독이다.
1990년부터 프로화를 거친 후 2000년까지 현대전자 - 현대 걸리버스에서 활동한 원 클럽 플레이어였다. 은퇴 후 2001년부터 2005년까지 KCC의 코치를 맡았고, 2005년 창원 LG 세이커스의 코치를 맡다가 2006~2007 시즌 중 안양 KT&G 카이츠의 감독으로 부임하였다. 하지만 2008년 9월에 일신상의 이유로 사퇴한 후, 잠시 휴식기를 가졌다. 2009년에 인천 전자랜드 엘리펀츠의 코치로 부임했다가, 박종천 감독이 성적 부진으로 사퇴하면서 감독 대행을 맡았고 2009-2010 시즌 종료 후 전자랜드의 정식 감독으로 취임하였다. 정식 감독 부임 후 2010-2011 시즌부터 5시즌 플레이오프 진출을 하였다. 2018-19 시즌 챔피언 결정전에 진출 시켰지만, 울산 현대모비스 피버스에 패해 준우승을 달성했다. 2020년에 전자랜드와 2년 재계약을 하여 한 팀을 13년 동안 지휘하게 되었다.
2021년 9월 전자랜드가 농구단을 한국가스공사에 매각하고 연고지도 대구광역시로 내려온 후에도 계속 감독을 맡아 왔으나, 2023년 6월에 감독직에서 해임됐다. 동시에 이민형 단장, 신선우 총감독도 해임됐다.
2025년 안양 정관장 레드부스터스 감독으로 부임하였다.

## 경력
- 1997년 ~ 2000년 대전 현대 걸리버스 선수
- 2001년 ~ 2005년 전주 KCC 이지스 코치
- 2005년 ~ 2007년 창원 LG 세이커스 코치
- 2007년 ~ 2008년 안양 KT&G 카이츠 감독
- 2010년 ~ 2021년 인천 전자랜드 엘리펀츠 감독
- 2021년 ~ 2023년 대구 한국가스공사 페가수스 감독
- 2025년 ~ 안양 정관장 레드부스터스 감독

## 출신 학교
- 대방초등학교
- 용산중학교
- 용산고등학교
- 연세대학교